# Cattedrali in Nepal
Questa è una lista delle cattedrali del Nepal.

## Cattedrale cattolica
| Cattedrale                                           | Diocesi                        | Città    | Immagine |
| ---------------------------------------------------- | ------------------------------ | -------- | -------- |
| Cattedrale dell'Assunzione della Beata Vergine Maria | Vicariato apostolico del Nepal | Lalitpur |          |